# Tagaria
Tagaria (łac. Diocesis Tagariensis) – stolica historycznej diecezji we Cesarstwie rzymskim w prowincji Byzacena, współcześnie w Tunezji. Obecnie katolickie biskupstwo tytularne.

## Biskupi
| Lp. | Biskup                    | Funkcja                                | Od                | Do               |
| --- | ------------------------- | -------------------------------------- | ----------------- | ---------------- |
| 1   | Alberto Cosme do Amaral   | biskup pomocniczy Porto (Portugalia)   | 8 lipca 1964      | 1 lipca 1972     |
| 2   | Paul Bertrand             | biskup pomocniczy Lyonu (Francja)      | 12 czerwca 1975   | 14 września 1989 |
| 3   | Jan Graubner              | biskup pomocniczy Ołomuńca (Czechy)    | 17 marca 1990     | 28 września 1992 |
| 4   | Luigi Sposito             | urzędnik Kurii Rzymskiej               | 18 grudnia 1992   | 28 lutego 1998   |
| 5   | Víctor Manuel Pérez Rojas | biskup pomocniczy Calabozo (Wenezuela) | 9 maja 1998       | 7 listopada 2001 |
| 6   | José Benedito Simão       | biskup pomocniczy São Paulo (Brazylia) | 28 listopada 2001 | 24 czerwca 2009  |
| 7   | Novatus Rugambwa          | nuncjusz apostolski                    | 6 lutego 2010     |                  |